# احمد ابراهیم ورسما
احمد ابراهیم ورسما (عربی: أحمد ابراهيم ورسما؛ زادهٔ ۴ فوریهٔ ۱۹۶۶) دونده دو استقامت اهل قطر بود.